# Merw Futbol Kluby
Il Merw Futbol Kluby, meglio noto come Merw Mary, è una società calcistica con sede nella città di Mary, in Turkmenistan. Milita nella Ýokary Liga, la massima divisione del campionato turkmeno di calcio.

## Storia
Fu fondato nel 1991 e disputa le sue gare allo Stadio Mary dell'omonima città. Nel 2012 si classificò al secondo posto nel campionato nazionale. Ha partecipato ad un'edizione della Coppa del Presidente dell'AFC, venendo eliminata al primo turno.

## Palmarès

### Competizioni nazionali
- Coppa del Turkmenistan: 2

2005, 2008
- Supercoppa del Turkmenistan: 1

2008

### Altri piazzamenti
- Campionato turkmeno

Secondo posto: 2012
Terzo posto: 1994, 2004, 2009, 2022
- Coppa del Turkmenistan:

Finalista: 2008, 2012
- Supercoppa del Turkmenistan:

Secondo posto: 2005